# Kathryn Drysdale
Kathryn Drysdale (Wigan, 1 december 1981) is een Engels actrice. Ze speelde onder meer Louise Brooks in de Britse komische serie Two Pints of Lager and a Packet of Crisps. Haar hoge piepende stemgeluid daarin, is niet haar normale stem.
Hoewel Drysdale in films als Vanity Fair (2004), Zemanovaload (2005) en St. Trinian's (2007) verscheen, speelt ze voornamelijk in televisieseries. Zo was ze van 2001 tot en met 2009 een van de (oorspronkelijk) vijf hoofdrolspelers in Two Pints of Lager. Verder verscheen ze onder meer in Tripping Over, Doctor Who en Mersey Beat.

## Theater
Drysdale speelde in toneelstukken voor verschillende gezelschappen, zoals in A Midsummer Night's Dream (als Hermia) en Love's Labour's Lost (als Katherine) voor de Royal Shakespeare Company, in Catch en Bethlehem Diaries (Royal Court), Far Away, Fen, 23:59 (Crucible Theatre), Eliza's House (Manchester Royal Exchange) en Billy and the Crab Lady (Soho Theatre Co.).

## Filmografie
*Exclusief televisiefilms
- Urban & the Shed Crew (2015)
- One Chance (2013)
- St. Trinian's (2007)
- Zemanovaload (2005)
- Vanity Fair (2004)

## Televisieseries
*Exclusief eenmalige (gast)rollen
- Dennis & Gnasher: Unleashed! - stem JJ (2017-2018, veertien afleveringen)
- The Windsors - Meghan Markle (2016-2018, vier afleveringen)
- Bottersnikes & Gumbles - Bounce / Merri (2016-2017, drie afleveringen)
- Zapped - Lorelei (2016, twee afleveringen)
- New Blood - Laura Jones (2016, drie afleveringen)
- Benidorm - Natalie Wood (2011, zes afleveringen)
- Two Pints of Lager and a Packet of Crisps - Louise (2001-2009, zeventig afleveringen)
- Tripping Over - Lizzie (2006, zes afleveringen)
- Rockface - Susie Travis (2003, twee afleveringen)